# Claudia Leitte
Cláudia Cristina Leite Inácio Pedreira (ur. 10 lipca 1980 w  São Gonçalo) – brazylijska piosenkarka. Razem z Pitbullem oraz Jennifer Lopez nagrała singiel We Are One (Ole Ola), który posłużył jako oficjalna piosenka Mistrzostw Świata w Piłce Nożnej 2014 w Brazylii.

## Dyskografia

### Albumy studyjne
| Rok  | Szczegóły albumu                                                                           | Utwory |
| ---- | ------------------------------------------------------------------------------------------ | --- |
| 2010 | As Máscaras - Wydany: 23 maja 2010 - Wytwórnia: Sony Music - Formaty: CD, digital download | 1. "As Máscaras (Se Deixa Levar)" 2. "Famo$a (Billionaire) (feat. Travie McCoy)" 3. "Don Juan (feat. Belo)" 4. "Água" 5. "Trilhos Fortes" |

### Albumy koncertowe
| Rok  | Szczegóły albumu | Utwory |
| ---- | --- | --- |
| 2008 | Ao Vivo em Copacabana - Wydany: 27 czerwca 2008 - Wytwórnia: Universal Music - Formaty: CD, CD/DVD, digital download | 1. "Exttravasa" 2. "Pássaros" 3. "Beijar na Boca" 4. "Horizonte"                                                                                           |
| 2012 | Negalora – Íntimo - Wydany: 29 sierpnia 2012 - Wytwórnia: Som Livre - Formaty: CD, CD/DVD, digital download          | 1. "Locomotion Batucada" 2. "Bem Vindo Amor" |
| 2014 | Axemusic - Ao Vivo - Wydany: 16 stycznia 2014 - Wytwórnia: Som Livre - Formaty: CD, CD/DVD, digital download         | 1. "Dia da Farra e do Beijo" 2. "Largadinho" 3. "Quer Saber?" (feat. Thiaguinho) 4. "Tarraxinha" (feat. Luiz Caldas) 5. "Claudinha Bagunceira" 6. "Dekolê" |

### DVD
| Rok  | Szczegóły albumu |
| ---- | --- |
| 2008 | Ao Vivo em Copacabana - Wydany: 27 czerwca 2008 - Wytwórnia: Universal Music - Formaty: DVD, digital download          |
| 2012 | Negalora – Íntimo - Wydany: 29 sierpnia 2012 - Wytwórnia: Som Livre - Formaty: DVD, CD/DVD                             |
| 2014 | AXEMUSIC - Ao Vivo - Wydany: 16 stycznia 2014 - Wytwórnia: Som Livre - Formaty: DVD, CD/DVD, Blu-ray, digital download |

### Single
| Rok  | Singiel                                   | Album                 |
| ---- | ----------------------------------------- | --------------------- |
| 2007 | Exttravasa (feat. Gabriel, o Pensador)    | Ao Vivo em Copacabana |
| 2008 | Pássaros                                  | Ao Vivo em Copacabana |
| 2008 | Beijar na Boca                            | Ao Vivo em Copacabana |
| 2009 | Horizonte                                 | Ao Vivo em Copacabana |
| 2009 | As Máscaras (Se Deixa Levar)              | As Máscaras           |
| 2010 | Famo$a (Billionaire) (feat. Travie McCoy) | As Máscaras           |
| 2010 | Don Juan (feat. Belo)                     | As Máscaras           |
| 2010 | Água                                      | As Máscaras           |
| 2011 | Trilhos Fortes                            | As Máscaras           |
| 2011 | Preto                                     | -                     |
| 2011 | Locomotion Batucada                       | Negalora – Íntimo     |
| 2011 | Dia da Farra e do Beijo                   | Axemusic - Ao Vivo    |
| 2012 | Bem Vindo Amor                            | Negalora – Íntimo     |
| 2012 | Largadinho                                | Axemusic - Ao Vivo    |
| 2013 | Quer Saber? (feat. Thiaguinho)            | Axemusic - Ao Vivo    |
| 2013 | Tarraxinha (feat. Luiz Caldas)            | Axemusic - Ao Vivo    |
| 2013 | Claudinha Bagunceira                      | Axemusic - Ao Vivo    |
| 2014 | Dekolê (feat. J. Perry)                   | Axemusic - Ao Vivo    |
| 2014 | Deusas do Amor (& Ivete Sangalo)          | -                     |
| 2014 | Talento (& Michel Teló)                   | -                     |

#### Z gościnnym udziałem
| Rok  | Singiel | Album                            |
| ---- | --- | -------------------------------- |
| 2004 | Doce Desejo (Bruno e Marrone feat. Claudia Leitte)                                                                                   | Bruno e Marrone - Ao Vivo        |
| 2004 | Ê Saudade (Jammil e uma Noites feat. Claudia Leitte)                                                                                 | Ao Vivo na Balada                |
| 2006 | Amor de Carnaval (Orlando Morais feat. Claudia Leitte)                                                                               | Tempo Bom                        |
| 2007 | Um Sonho a Dois (Roupa Nova feat. Claudia Leitte)                                                                                    | RoupaAcústico 2                  |
| 2009 | Sorri, Sou Rei (Natiruts feat. Claudia Leitte)                                                                                       | Raçaman                          |
| 2010 | Parente do Avião (Carlinhos Brown feat. Daniela Mercury, Ivete Sangalo, Margareth Menezes, Claudia Leitte, Armandinho & Luiz Caldas) | -                                |
| 2010 | Mesma Luz (Carol Celico feat. Claudia Leitte)                                                                                        | Carol Celico                     |
| 2011 | Samba (Ricky Martin feat. Claudia Leitte)                                                                                            | Música + Alma + Sexo             |
| 2012 | Enamorado (Adair Cardoso feat. Claudia Leitte)                                                                                       | Adair Cardoso - Ao Vivo          |
| 2013 | Sem Você Tô Mal (Pablo feat. Claudia Leitte)                                                                                         | A Voz Romântica - Arrocha Brasil |
| 2014 | Eu Gosto de Você (Gustavo Mioto feat. Claudia Leitte)                                                                                | -                                |
| 2014 | We Are One (Ole Ola) (Pitbull feat. Jennifer Lopez & Claudia Leitte)                                                                 | One Love, One Rhythm             |

#### Promocyjne single
| Rok  | Singiel                         | Album              |
| ---- | ------------------------------- | ------------------ |
| 2010 | Paixão                          | As Máscaras        |
| 2010 | Faz Um                          | As Máscaras        |
| 2011 | Elixir (feat. Olodum)           | Axemusic - Ao Vivo |
| 2012 | Magalenha (feat. Sérgio Mendes) | Negalora - Íntimo  |

## Trasy koncertowe
- Exttravasa Tour (2008–2009)
- Beija Eu Tour (2009)
- Sette Tour (2009)
- O Samba Tour (2010)
- Rhytmos Tour (2010)
- Claudia Leitte Tour (2011–12)
- Sambah Tour (2012–13)
- AXEMUSIC Tour (2014)